# 天底

天底と天頂と地平の関係を表した図。天底は天頂のちょうど反対側にある。

天底（てんてい、Nadir）とは、天文学用語で観測者の真下の空の1点、正確には、地平座標で高度が-90度の極をなす点である（高度は地平線上を0度として天頂を+90度として表す）。簡易にいうと、観測者が地球に立ったとき、足裏の接する方向を真っ直ぐ指した先の点である（図のNadir参照）。天底Nadirの語源はアラビア語で、ندير （nadeer）または نظير （nathir）と綴り、「反対」という意味である。
幾何学的には、天底は地球の中心と地球上の観測者の位置とを結ぶ直線が天球と交わる点である。また、天球上で天底の正反対にある点は天頂 (zenith) と呼ぶ。